# 穆罕默德·布迪亞夫
穆罕默德·布迪亚夫（Mohamed Boudiaf，1919年6月23日—1992年6月29日），又名Si Tayeb el Watani，阿尔及利亚政治领袖，民族解放阵线（FLN）创始人之一，在阿尔及利亚独立战争（1954—1962）期间，担任过阿尔及利亚临时政府副总统和民族解放阵线5人领导集团的协调员。

## 早期的民族主义运动
布迪亚夫出生在阿尔及利亚东南部姆西拉省的Ouled Madhi，他与艾哈迈德·本·贝拉一起创立阿尔及利亚民族解放阵线（National Liberation Front; FLN），1954年11月1日成立阿尔及利亚民族解放军，开始全国性的武装起义，1956年与本·贝拉和其他几位领导人在飞机上被法国当局抓捕，并囚禁在法国。在狱中仍然被选为1958年成立的阿尔及利亚临时政府（流亡政府）的部长，在1960年和1961年再次当选。

## 在独立后:成为反对派和流亡
1962年阿尔及利亚独立后，他成为本·贝拉政府的副总理。他发起组织了“社会主义革命党”（PRS），主张国家政体向多党民主集中制转变，为当时的总理本·贝拉所不容，1963年6月被逮捕软禁，并被迫流亡，定居在邻国摩洛哥。

## 回国任最高国务委员会主席
1991年12月26日阿尔及利亚举行多党议会选举，结果是激进的伊斯兰拯救阵线获得绝大多数选票，1992年1月11日，执政的民族解放阵线总统沙德利·本·杰迪德突然宣布辞职。国家宪法委员会立即接受了他的辞职，军队开进了首都，控制了主要街道和总统府、政府大楼等要害部门。在法国等西方的默许下，在摩洛哥盖尼特拉流亡27年的布迪亚夫被军方邀请回国领导政府，1月14日，由五人组成的最高国务委员会接替总统的职权，负责处理日常政务，布迪亚夫担任最高国务委员会主席，军方希望依靠他的威望来渡过困局。
布迪亚夫果断采取了一系列重大措施，稳定阿尔及利亚动荡局势，并把斗争矛头指向影响日益扩大的“伊斯兰拯救阵线”，他执政后表示要用他所掌握的权力来解决阿尔及利亚目前所面临的问题，并向伊斯兰拯救阵线发出警告：虽然伊斯兰是阿尔及利亚全体人民的宗教，但他绝不允许任何人垄断宗教或利用它来达到可鄙的目的。伊斯兰拯救阵线立即作出强烈反应，表示决不承认自沙德利辞职之日起签订的任何协议，意即不承认布迪亚夫新政府的合法性。随后，伊斯兰拯救阵线的主要领导人相继被捕，伊斯兰拯救阵线公开号召人民起义。暴乱从阿尔及尔蔓延到各大中城市。政府出动军队进行镇压。2月10日，阿尔及利亚在全国实施紧急状态。
1992年3月4日，阿尔及利亚最高法院宣布解散“伊阵”，并起诉其7位主要领导人。布迪亚夫强硬的政策遭到“伊阵”的强烈反抗，他们继续采取了一系列骚扰和暴乱活动，造成150多人丧生(参见阿尔及利亚内战)。

## 遇刺身亡
1992年6月29日，布迪亚夫作为最高国务委员会主席出席阿尔及利亚东部港口城市安纳巴新落成的文化中心落成典礼，在发表电视直播的公开演讲时，被一名身着防暴警服、手执小型冲锋枪的刺客开枪刺杀身亡，对于这样一位领导人回国工作之后仅仅166天就被暗杀，在阿尔及利亚引起强烈的冲击。布迪亚夫在他死后获得了相当大的政治地位，被许多政治评论家评为烈士，7月1日举行国葬时，数万名群众在灵车通过的道路两旁送葬，情景十分感人。阿尔及利亚很多人认为他可能是这个国家的救世主。
经过核查被打死的刺客Lembarek Boumaârafi，此人是阿反间谍机构的军官，布迪亚夫身边的警卫，过去曾追随过“伊阵”的领导人阿里·杰迪。暗杀是由一个13人组成的“进攻者”小组干的，他们为此还做了许多精心的安排，连布迪亚夫的贴身警卫之中也有10人被事先串通好了。